# Franco Collenberg
Franco Collenberg (* 25. August 1985 in Chur) ist ein ehemaliger Schweizer Eishockeyspieler, der zuletzt beim HC Thurgau in der Swiss League unter Vertrag stand.

## Karriere
Franco Collenberg begann seine Karriere als Eishockeyspieler in der Jugend des HC Davos, für dessen Profimannschaft er in der Saison 2003/04 sein Debüt in der Nationalliga A gab. Noch während der Spielzeit wechselte der Verteidiger zum EHC Chur aus der Nationalliga B, für den er die folgenden eineinhalb Jahre auflief. Von 2005 bis 2008 stand Collenberg für den EHC Basel in der Nationalliga A auf dem Eis, spielte jedoch in der Saison 2006/07 auch in vier Partien für den EHC Olten in der Nationalliga B. Im Sommer 2008 wechselte der Linksschütze zu Fribourg-Gottéron, für die er in der folgenden Spielzeit in 50 Spielen insgesamt zehn Scorerpunkte, darunter vier Tore erzielte.
Ende Dezember 2011 wurde bekannt, dass der Bündner in der Saison 2012/13 das Trikot des SC Bern tragen wird. Collenberg unterzeichnete bei den Bernern einen Vertrag über zwei Spielzeiten. Während des NHL-Lockout wurde er an die Rapperswil-Jona Lakers ausgeliehen. Mit den Bernern gewann er 2013 den Schweizer Meistertitel. Zur Saison 2013/14 wechselte der Bündner zu den Rapperswil-Jona Lakers, wo er einen Vertrag über zwei Saisons unterzeichnete. Anfang Februar 2014 kehrte er im Rahmen eines Tauschgeschäftes zum SC Bern zurück, im Gegenzug wechselte Dan Weisskopf zu den Lakers.
Nach der Saison 2013/14 beendete er zunächst seine Karriere als Profisportler, kehrte aber im November 2014 zurück und wurde vom SC Langenthal verpflichtet.
Auf die Saison 2015/16 wechselte er zu den Kloten Flyers. Nach einem Jahr verließ er Kloten in Richtung des NLA-Konkurrenten HC Ambrì-Piotta. Dort erhielt er einen Zweijahresvertrag. Seit der Saison 2018/19 spielte er beim HC Thurgau. Dort beendete er nach der Saison 2019/20 seine aktive Karriere.

### International
Für die Schweiz nahm Collenberg an der U18-Junioren-Weltmeisterschaft 2003 teil, bei der er mit seiner Mannschaft den neunten Platz belegte und somit in die Division I abstieg.

## Erfolge und Auszeichnungen
- 2013 Schweizer Meister mit dem SC Bern

## Karrierestatistik
(Legende zur Spielerstatistik: Sp oder GP = absolvierte Spiele; T oder G = erzielte Tore; V oder A = erzielte Assists; Pkt oder Pts = erzielte Scorerpunkte; SM oder PIM = erhaltene Strafminuten; +/− = Plus/Minus-Bilanz; PP = erzielte Überzahltore; SH = erzielte Unterzahltore; GW = erzielte Siegtore; 1 Play-downs/Relegation; Kursiv: Statistik nicht vollständig)